# 303년

## 연호
- 서진(西晉) 태안(太安) 2년
- 성한(成漢) 건초(建初) 원년

## 기년
- 서진(西晉) 혜제(惠帝) 14년
- 신라(新羅) 기림 이사금(基臨泥師今) 6년
- 고구려(高句麗) 미천왕(美川王) 4년
- 백제(百濟) 분서왕(汾西王) 6년